# Hemipachnobia
Hemipachnobia là một chi bướm đêm thuộc họ Noctuidae.

## Các loài
- Hemipachnobia monochromatea (Morrison, 1874)
- Hemipachnobia subporphyrea (Walker, 1858)